# Redis (baza danych)
Redis (IPA: rɛdɪs; skrót od nazwy Remote Dictionary Server) – otwartoźródłowe oprogramowanie działające jako nierelacyjna baza danych przechowująca dane w strukturze klucz-wartość w pamięci operacyjnej serwera, przeznaczona do działania jako klasyczna baza danych, miejsce przechowywania pamięci podręcznej oraz broker wiadomości.
Redis, w porównaniu do klasycznych struktur danych w systemach baz danych, umożliwia przechowywanie danych w strukturach takich jak ciągi znaków, listy, zestawy ciągów, uporządkowane zestawy ciągów, hashe, mapy bitowe, dane powiązane z obiektami w przestrzeni, czy strumienie danych.
Według badania przeprowadzonego przez serwis StackOverflow w 2021 roku, Redis zostało ogłoszone jednym z najczęściej wybieranych systemów zarządzania bazą danych.